# Leptoteleia monicae
Leptoteleia monicae är en stekelart som beskrevs av Lubomir Masner 1978. Leptoteleia monicae ingår i släktet Leptoteleia och familjen Scelionidae. Inga underarter finns listade i Catalogue of Life.